# Cycloseris cyclolites
Cycloseris cyclolites is een rifkoralensoort uit de familie van de Fungiidae. De wetenschappelijke naam van de soort werd in 1815 voor het eerst geldig gepubliceerd door Jean-Baptiste de Lamarck.